# Menskopp
Menskopp (kallas även m-kopp och månadskopp) är ett mensskydd av ett mjukt och tätt material som förs in i slidan och fångar upp menstruationsblodet. De flesta menskoppar är flergångsprodukter, men det finns även menskoppar som är förbrukningsvaror. Det tillverkas vanligen silikon eller termoplastisk elastomer (TPE). 
En skillnad jämfört med tamponger är att underlivets naturliga fukt inte sugs upp. En del upplever minskade besvär från svampinfektioner med menskopp. Men den största skillnaden är att en menskopp används, tas ut, töms, sköljs av och förs sedan in i slidan igen. En menskopp kan vanligen användas på detta sätt i flera år. Livslängden varierar generellt från olika märken och förvaring och rengöring kan påverka livslängden.

## Historik
Det fanns prototyper på menskoppar i slutet på 1800-talet. Dessa hölls på plats med hjälp av ett bälte. I slutet på 1930-talet lämnades flera patent in, bland annat av den amerikanska skådespelaren Leona Chalmers. Det finns försäljningsmaterial som antyder att den såldes på 1930-talet, men den började tillverkas i större skala i slutet av 1950-talet av det amerikanska företaget Tassete. Tidigare produktion halkade efter bland annat eftersom bristen på gummi var påtaglig under andra världskriget. Dåtida koppen var hård och kan därför ha varit svår att använda. Att användaren var tvungen att beröra slidan med fingrarna kan också ha varit en bidragande faktor till att menskoppen inte kom upp i samma popularitet som tampongen med införingshylsa, som också började produceras på 1930-talet, och naturligtvis inte heller i samma stora mängd bindor som användes redan innan dessa två. Några av de första menskopparna som kom hade en öppning utanför kroppen, som gjorde att koppen kunde tömmas utan att koppen togs ut ur slidan. Det finns även några menskoppar med den funktionen på marknaden idag.
Ända sedan den här tiden har både engångs- och flergångsmenskoppar producerats på olika håll i världen, men aldrig vunnit större mark i Sverige, där den sålts i exempelvis i några få hälsokostaffärer. Först i början av 2000-talet blev menskoppar något vanligare även i Sverige, vilket möjligen kan kopplas samman med ökad internetanvändning och möjligheten att handla via nätet.
Idag finns omkring ett 100-tal olika menskopps-märken i världen, även om det bland dessa finns många som liknar varandra vid en första anblick. Att det finns alternativ i design, längd, vidd, materialegenskaper etc kan vara bra att tänka på om en första menskopp inte fungerar bra. 
Vid oro för att bära mensskydd inne i slidan på grund av rädsla för att påverka mödomshinnan, är den rädslan obefogad, eftersom mödomshinnan bara är en myt. 

## Användning

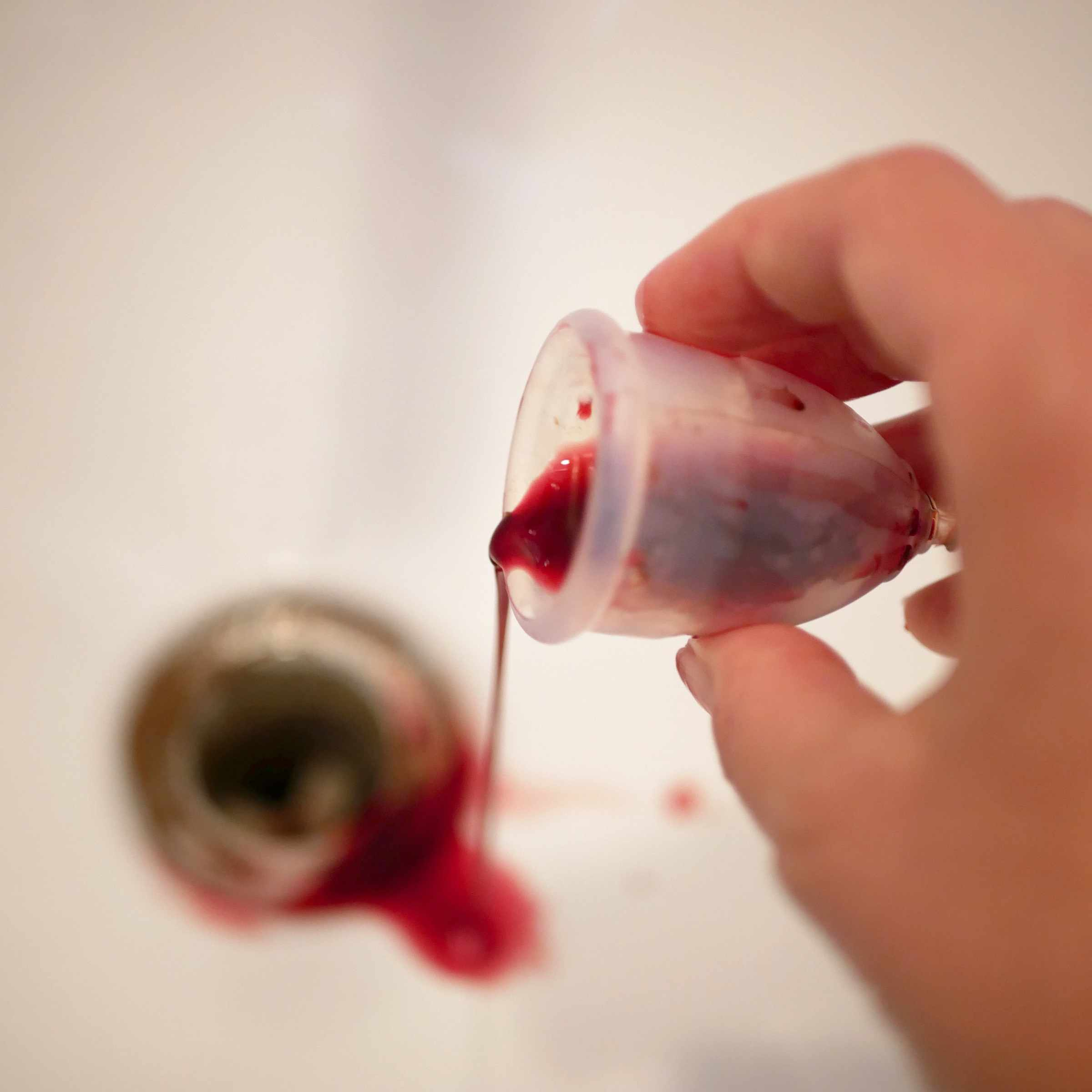
Menskopp med blod som töms i ett handfat.

Menskopparna är oftast klockformade och viks innan de förs in i slidan. Väl inne vecklar de ut sig och skapar en tät försegling som hindrar läckage. Eftersom menskoppar ska sitta under livmodertappen (där mensblödningen kommer ut) så betyder det ofta att menskoppen ska sitta lägre än tamponger. Eftersom slidan är olika utformad och livmodertappen sitter olika högt hos alla, så måste användaren prova ut koppen. En högt sittande livmodertapp kan vara hjälpt av en längre kopp, medan en lågt sittande tapp kan göra att bara en kortare kopp kan rymmas under tappen. Koppens längd kan mätas och jämföras med hur långt in fingrarna kan föras innan de når livmodertappen. En livmodertapp sitter omkring två 2 fingerleder in, ungefär 4 cm, i medeltal.
Vid behov kan vatten eller ett vattenbaserat glidmedel användas för att underlätta insättning. Vattenbaserade glidmedel skadar inte silikon.
Vid tömning måste förseglingen brytas innan koppen kan tas ut för att den inte ska orsaka ett baksug som kan vara obehagligt och göra ont. Förseglingen bryts genom att trycka på sidan av koppen, så att den kläms ihop och det undertryck som uppstått släpper.
För att lättare få tag i koppen och föra ut den, så finns på en del menskoppar en pigg eller annan uttagningshjälp (ring, kula etc) under koppen. Piggen kan klippas av till lämplig längd. Om koppen hamnat högt upp kan den krystas ned med hjälp av underlivets muskulatur.
Menskoppen kan användas vid all träning, bad och simning, och behöver heller inte tas ut vid toalettbesök. Menskoppen kan bäras i upp till 12 timmar mellan tömningarna. Det går alltså bra att sova med den.
De flesta behöver en viss inlärningsperiod innan menskoppen fungerar tillfredsställande.

## Skötsel

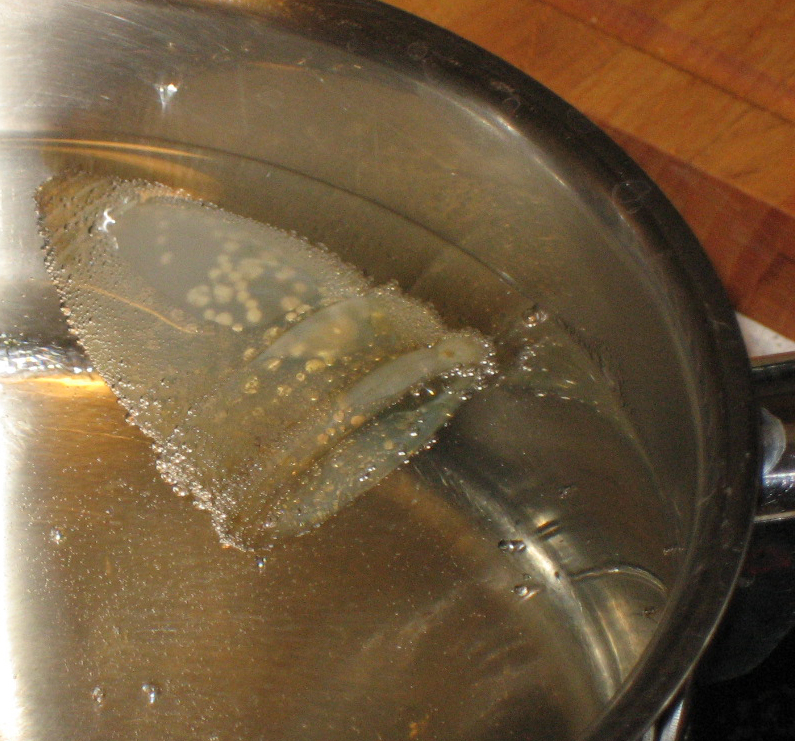
Kokning som rengöringsmetod

Bakterier kommer alltid utifrån därför är handhygienen före införande särskilt viktig. Själva menskoppen är normalt återanvändningsbar och kan tvättas löpande med vatten och eventuellt en mild tvål, men att torka av den kan vara fullt tillräckligt. En barntandborste och mellanrumsborstar för tandvård kan användas för att komma åt överallt och koppen kan vrängas ut och in för rengöring av insidan. Efter menscykeln kan koppen kokas innan den placeras i en luftig förvaring, till exempel i en tygpåse. Vid kokning kan blodets hemoglobin i brännas fast, så menskoppen ska tvättas med kallt vatten även innan kokning. I vissa religioner är det inte tillåtet att blanda saker från köket med saker från badrum och toalett. Det finns rengöringsmedel som kan användas även för menskoppar. Typiskt används samma produkter för rengöring av menskoppar som för nappflaskor till barn.
Följ alltid skötselanvisningen för att inte skada koppen.

## Tampongsjukan (TSS)
Det finns otillräckligt med data för att säkert kunna säga om menskoppar ökar risken för toxic shock syndrome, även kallat tampongsjukan. Eftersom sjukdomen är så pass ovanlig och menskoppsanvändning inte är lika vanligt som tamponganvändning syns en eventuell riskökning inte i statistiken. De flesta företag som säljer menskoppar avråder personer som haft TSS från att använda menskopp. Inga tester har kunnat påvisa att menskopp ökar risken för TSS. Däremot visar tester på tamponger vid upprepade tillfällen att risk för TSS föreligger.
En menskopp befinner sig i slidan längre än en tampong, och då det är en fördel om bakterier har svårt att fastna på materialet. Å andra sidan är risken liten att material (som t.ex. tampongludd) lämnas kvar i slidan vid användning av menskopp. 
Dr. Philip Tierno, professor i mikrobiologi vid New York University Medical School, presenterade redan 1994 resultat från oberoende forskning om TSS och dess koppling till tamponger.  Resultaten i studien tyder på att användning av tamponger av 100 % bomull kan reducera risken för Toxic Shock Syndrome jämfört med användning av tamponger som innehåller rayon.  I studien jämfördes 20 olika tamponger, och slutsatsen blev att tamponger helt i bomull inte kunde framkalla TSS-toxin från bakterien Staphylococcus aureus medan tamponger i andra material, såsom rayon, däremot gjorde det.